# Stefano Lilipaly
Stefano Lilipaly (Arnhem, 10 gennaio 1990) è un calciatore olandese naturalizzato indonesiano, centrocampista del Borneo e della nazionale indonesiana.

## Caratteristiche tecniche
È un trequartista.

## Carriera

### Club
Cresciuto nelle giovanili dell'Utrecht, ha esordito in prima squadra il 6 agosto 2011 in occasione del match di Eredivisie pareggiato 0-0 contro il VVV-Venlo.

### Nazionale
Ha esordito con la nazionale indonesiana il 14 agosto 2013 in occasione dell'amichevole vinta 2-0 contro le Filippine.

## Statistiche
Statistiche aggiornate al 2 settembre 2018.

### Cronologia presenze e reti in nazionale
| Cronologia completa delle presenze e delle reti in nazionale ― Indonesia | Cronologia completa delle presenze e delle reti in nazionale ― Indonesia | Cronologia completa delle presenze e delle reti in nazionale ― Indonesia | Cronologia completa delle presenze e delle reti in nazionale ― Indonesia | Cronologia completa delle presenze e delle reti in nazionale ― Indonesia | Cronologia completa delle presenze e delle reti in nazionale ― Indonesia | Cronologia completa delle presenze e delle reti in nazionale ― Indonesia | Cronologia completa delle presenze e delle reti in nazionale ― Indonesia |
| Data                                                                     | Città                                                                    | In casa                                                                  | Risultato                                                                | Ospiti                                                                   | Competizione                                                             | Reti                                                                     | Note                                                                     |
| ------------------------------------------------------------------------ | ------------------------------------------------------------------------ | ------------------------------------------------------------------------ | ------------------------------------------------------------------------ | ------------------------------------------------------------------------ | ------------------------------------------------------------------------ | ------------------------------------------------------------------------ | ------------------------------------------------------------------------ |
| 14-8-2013                                                                | Giacarta                                                                 | Indonesia                                                                | 2 – 0                                                                    | Filippine                                                                | Amichevole                                                               | -                                                                        | 76’                                                                      |
| 8-11-2016                                                                | Hanoi                                                                    | Vietnam                                                                  | 3 – 2                                                                    | Indonesia                                                                | AFF CUP 2016                                                             | -                                                                        |                                                                          |
| 19-11-2016                                                               | Ciudad de Victoria                                                       | Thailandia                                                               | 4 – 2                                                                    | Indonesia                                                                | AFF CUP 2016                                                             | -                                                                        |                                                                          |
| 22-11-2016                                                               | Ciudad de Victoria                                                       | Filippine                                                                | 2 – 2                                                                    | Indonesia                                                                | AFF CUP 2016                                                             | -                                                                        | 73’                                                                      |
| 25-11-2016                                                               | Manila                                                                   | Singapore                                                                | 1 – 2                                                                    | Indonesia                                                                | AFF CUP 2016                                                             | 1                                                                        | 85’                                                                      |
| 3-12-2016                                                                | Cibinong                                                                 | Indonesia                                                                | 2 – 1                                                                    | Vietnam                                                                  | AFF CUP 2016                                                             | -                                                                        |                                                                          |
| 7-12-2016                                                                | Hanoi                                                                    | Vietnam                                                                  | 2 – 2 dts                                                                | Indonesia                                                                | AFF CUP 2016                                                             | 1                                                                        | 54’ 85’                                                                  |
| 14-12-2016                                                               | Cibinong                                                                 | Indonesia                                                                | 2 – 1                                                                    | Thailandia                                                               | AFF CUP 2016                                                             | -                                                                        |                                                                          |
| 17-12-2016                                                               | Bangkok                                                                  | Thailandia                                                               | 2 – 0                                                                    | Indonesia                                                                | Amichevole                                                               | -                                                                        |                                                                          |
| 13-6-2017                                                                | Yogyakarta                                                               | Indonesia                                                                | 0 – 0                                                                    | Porto Rico                                                               | Amichevole                                                               | -                                                                        | 75’                                                                      |
| 2-9-2017                                                                 | Bekasi                                                                   | Indonesia                                                                | 0 – 0                                                                    | Figi                                                                     | Amichevole                                                               | -                                                                        | 46’                                                                      |
| 4-10-2017                                                                | Bekasi                                                                   | Indonesia                                                                | 3 – 1                                                                    | Cambogia                                                                 | Amichevole                                                               | -                                                                        | 78’                                                                      |
| 5-6-2025                                                                 | Giacarta                                                                 | Indonesia                                                                | 1 – 0                                                                    | Cina                                                                     | Qual. Mondiali 2026                                                      | -                                                                        | 84’                                                                      |
| 10-6-2025                                                                | Suita                                                                    | Giappone                                                                 | 6 – 0                                                                    | Indonesia                                                                | Qual. Mondiali 2026                                                      | -                                                                        | 60’                                                                      |
| Totale                                                                   |                                                                          | Presenze                                                                 | 14                                                                       |                                                                          | Reti                                                                     | 2                                                                        |                                                                          |

## Palmarès

### Club

#### Competizioni nazionali
- Campionato indonesiano: 1

Bali United: 2019